# Nocona
Nocona é uma cidade localizada no estado norte-americano do Texas, no Condado de Montague.

## Demografia
Segundo o censo norte-americano de 2000, a sua população era de 3198 habitantes.
Em 2006, foi estimada uma população de 3279, um aumento de 81 (2.5%).

## Geografia
De acordo com o United States Census Bureau tem uma área de
7,3 km², dos quais 7,3 km² cobertos por terra e 0,0 km² cobertos por água.

## Localidades na vizinhança
O diagrama seguinte representa as localidades num raio de 32 km ao redor de Nocona.